# هيكتور تيزون
هيكتور تيزون (بالإسبانية: Héctor Tizón)‏‏ (21 أكتوبر 1929 - 30 يوليو 2012 في سان سلفادور دي خوخوي) محامي، وصحفي، وسياسي، ودبلوماسي، وروائي، وقاضي، وكاتب، وشاعر قانوني من الأرجنتين.

## الجوائز
- نيشان الفنون والآداب من رتبة فارس

## روابط خارجية
- هيكتور تيزون على موقع IMDb (الإنجليزية)